# Urocystis helanensis
Urocystis helanensis är en svampart som beskrevs av L. Guo 2002. Urocystis helanensis ingår i släktet Urocystis och familjen Urocystidaceae.   Inga underarter finns listade i Catalogue of Life.